# John Connally
John Bowden Connally Jr. (ur. 27 lutego 1917, zm. 15 czerwca 1993) – amerykański polityk ze stanu Teksas. W ciągu swego życia był działaczem zarówno Partii Demokratycznej jak i Republikańskiej.

## Życiorys
Connally urodził się w teksańskim Floresville. Studiował prawo na uniwersytecie stanowym. W czasie II wojny światowej służył w marynarce wojennej. Został przyjacielem młodego kongresmena Lyndona B. Johnsona, od kiedy nawiązał z nim kontakt listowny.
W roku 1961 prezydent John F. Kennedy, za namową swego wiceprezydenta, jakim był Johnson, mianował Connally’ego sekretarzem marynarki USA. Kiedyś to stanowisko równało się członkostwu w gabinecie. Potem zostało włączone do departamentu obrony w randze odpowiadającej wiceministrowi odpowiedzialnemu za flotę.
Connally zrezygnował z udziału w rządzie, aby móc jesienią kandydować na stanowisko gubernatora Teksasu. Pokonał w prawyborach liberała Dona Yarborougha.
Jako gubernator był gospodarzem wizyty pary prezydenckiej w Dallas 22 listopada 1963 roku, kiedy zamordowano Johna F. Kennedy’ego. Conally, jadąc tym samym otwartym samochodem co para prezydencka został postrzelony w klatkę piersiową.
W 1971 prezydent Richard Nixon mianował go sekretarzem skarbu. Nixon chciał w ten sposób pozyskać Teksańczyków w wyborach prezydenckich w roku 1972. Connally chciał zaś pomóc sobie tym w uzyskaniu nominacji prezydenckiej republikanów w roku 1976, gdyż nie miałby raczej szans na zdobycie kandydatury demokratów. Ustąpił ze stanowiska na początku roku 1973.
Jednakże jego szanse na prezydencką kandydaturę pogrzebało ujawnienie skandalu korupcyjnego, w jaki był zamieszany. Mimo to próbował sił w prawyborach roku 1980, ale przegrał.